# ヤヌシュ・ラジヴィウ (1579-1620)
ヤヌシュ・ラジヴィウ（ポーランド語:Janusz Radziwiłł；リトアニア語:Jonušas Radvila, 1579年7月2日 - 1620年12月3日）は、ポーランド・リトアニア共和国のマグナート、公（帝国諸侯）。1599年よりリトアニア副酒膳官、1619年よりヴィリニュス城代、ボリソフの代官を務めた。

## 生涯
リトアニア大ヘトマンを務めたクシシュトフ・ラジヴィウ・ピョルン公とその妻でコンスタンティ・ヴァシーリ・オストログスキ公の娘のカタジナの息子としてヴィリニュスで生まれた。弟にヘトマン、セイム議長として活動したクシシュトフ・ラジヴィウがいる。
1600年、ゲディミナス王朝の分枝であるオレルコヴィチ＝スウツキ家の女子相続人ゾフィアと結婚し、莫大なラジヴィウ家の財産をさらに大きくすることになった。1612年にゾフィアが死ぬと同時に、寡夫となったヤヌシュは7つの城および宮殿、32にのぼる村を含む豊かな妻の遺産を相続したからである。ゾフィアは後に、生前の慈善事業と埋葬時に起こしたとされる奇跡により、ベラルーシ正教会に「スウツクのゾフィア」として列聖されている。翌1613年3月27日、ヤヌシュはブランデンブルク選帝侯ヨハン・ゲオルクの娘エリーザベト・ゾフィーと再婚し、一人息子のボグスワフをもうけた。
ヤヌシュの時代には、それまで一致していたラジヴィウ家と国家との利害関係に齟齬が生じるようになっていた。共和国の福利を無視して一族の利益を追求しながら、富と権力を蓄え続けつつプロテスタント信仰とリトアニア民族文化を保護していくというラジヴィウ家の従来の政治姿勢は維持しにくくなっていた。
父クシシュトフと同じく、ヤヌシュはリヴォニアでスウェーデンとの戦いに従事した。1606年のゼブジドフスキの反乱では首謀者の1人として国王ジグムント3世に公然と反旗を翻したものの、何の物質的な見返りも得ることは出来なかった。この反乱時に結成された連盟は、法的な保障をうけた武装同盟であり、世襲君主制、追加課税、大規模な常備軍の導入によって王権の強化を図ろうとしたジグムント3世の政治的構想をつぶすために結成されたものだった。